# بخش سلفچگان
بخش سلفچگان یکی از بخش‌های شهرستان قم در استان قم ایران است.

## تقسیمات کشوری
- بخش سلفچگان
  - دهستان نیزار
  - دهستان راهجرد شرقی

شهر: سلفچگان

## جمعیت
جمعیت بخش سلفچگان براساس سرشماری عمومی نفوس و مسکن در سال ۱۳۹۵ برابر با ۹،۹۳۸ نفر بوده است.